# Eleccions presidencials d'Irlanda de 2004
Les eleccions presidencials d'Irlanda de 2004 estaven previstes per al 22 d'octubre de 2004 a la República d'Irlanda. No obstant això, les candidatures es van tancar al migdia de l'1 d'octubre i la presidenta en funcions, Mary McAleese, que s'havia autoproclamat d'acord amb el que es disposa en la Constitució, va ser l'única candidata presentada. En conseqüència, va ser reelegida per a un segon mandat de set anys sense necessitat de celebrar eleccions. Eamon Ryan, del Partit Verd va manifestar la seva intenció de competir contra la candidata. No obstant això, la falta de diputats disposats a donar suport a la seva nominació, sumat a la popularitat personal de McAleese (que era el motiu pel qual els altres partits van decidir no presentar cap candidat), van provocar que es retractés.
Era la tercera vegada que un president era reelegit sense oposició, després de Seán T. O'Kelly en 1952 i Patrick Hillery en 1983. McAleese va prendre possessió del seu segon mandat el dijous 11 de novembre de 2004.